# Virginia Slims of Los Angeles 1990
Virginia Slims of Los Angeles 1990 — жіночий тенісний турнір, що проходив на відкритих кортах з твердим покриттям Manhattan Country Club у Мангеттен-Біч (США). Належав до турнірів 2-ї категорії в рамках Туру WTA 1990. Відбувсь усімнадцяте і тривав з 13 до 19 серпня 1990 року. Друга сіяна Моніка Селеш здобула титул в одиночному розряді й отримала 70 тис. доларів США.

## Фінальна частина

### Одиночний розряд
Моніка Селеш —  Мартіна Навратілова 6–4, 3–6, 7–6(8–6)
- Для Селеш це був 7-й титул в одиночному розряді за сезон і 8-й — за кар'єру.

### Парний розряд
Джиджі Фернандес /  Яна Новотна —  Мерседес Пас /  Габріела Сабатіні 6–3, 4–6, 6–4